# Клименко, Герман Сергеевич
Ге́рман Серге́евич Климе́нко (род. 7 декабря 1966, Москва) — российский деятель российской IT-индустрии, владелец интернет-компании LiveInternet. Основатель и владелец новостного агрегатора на основе данных из социальных сетей — MediaMetrics. Председатель правления Института развития интернета с февраля 2015 года по 4 декабря 2017 года.
Советник президента Российской Федерации В. Путина по вопросам развития интернета (4 января 2016 — 13 июня 2018).
Действительный государственный советник Российской Федерации 2 класса (с 2017 года).
Создатель и руководитель Баннерной системы «LBE», счётчика TopList, каталога веб-сайтов List.Ru.

## Биография
Родился 7 декабря 1966 года в Москве.

### Образование
В 1983—1988 годах учился в Военном инженерном Краснознамённом институте им. А. Ф. Можайского (ВИКИ, Санкт-Петербург, Россия) по специальности инженер-программист. Для прохождения дальнейшей службы был отправлен на Камчатку.
В 1995 году окончил факультет переподготовки Высшей школы экономики, получив квалификацию экономиста.

### Карьера
В 1993 году работал программистом в филиале иркутского Старательского коммерческого банка (по собственному признанию — благодаря связям матери в банковской сфере), где достиг должности заместителя директора филиала. В то время также торговал акциями МММ и открыл несколько пунктов для вторичной торговли. В 1996 году перешёл в банк «Российский кредит», где занимал аналогичный пост вплоть до 2000 года.
В 1995 году основал аудиторскую компанию «РК-Аудит», год спустя — юридическое агентство ООО «Юрагентство».
В 2000—2008 годах был управляющим банком «Квота» (ныне — «Айви банк»), который приобрёл в канун финансового кризиса 1998 года за $700 тыс..
В июне 2013 года стал президентом Ассоциации Развития Электронной Коммерции (АРЭК), объединившей мелкие и средние интернет-магазины.
В начале 2014 года стал членом Клуба лидеров российской некоммерческой организации Агентство стратегических инициатив (АСИ), созданной Правительством РФ для реализации мероприятий по улучшению предпринимательской среды в России. Председателем наблюдательного совета является президент РФ Владимир Путин.
В феврале 2015 года Клименко возглавил Институт развития Интернета, который создавался при поддержке заместителя руководителя Администрации президента Вячеслава Володина. Целью организации указывалось налаживание взаимодействия технологических компаний с властью.
22 декабря 2015 года президент России Владимир Путин обратился к Герману Клименко с предложением стать его советником по вопросам развития Интернета. Назначен на данную должность 4 января 2016 года, а 8 июня того же года президент Путин присвоил Клименко ранг Действительный государственный советник Российской Федерации 3 класса. За два с половиной года работы лично встретился с президентом всего один раз. Освобождён от должности 13 июня 2018.
В 2021 году включён в федеральный список Российской партии свободы и справедливости на выборах в Государственную думу.

### IT-рынок
В августе 1998 года состоялся запуск каталога сайтов и сервер статистика посещаемости сайтов List.ru, который в 2000 году был продан Mail.ru за миллион долларов, запустившей на его базе сервис Top.Mail.ru.
В 2003 году запустил сервис личных дневников Li.ru, а в 2005 объединив вместе с другим собственным проектом Rax.ru создал интернет-сервис Liveinternet с собственной платформой для ведения блогов, бывший весьма популярным в середине 2000-х годов. В том же году стал одним из совладельцев запущенного в 1997 году СМИ об IT-технологиях 3DNews.ru.
В апреле 2009 года на базе Liveinternet состоялся запуск системы медийно-контекстной рекламы MediaTarget. В июле 2010 года совместно с Артуром Перепелкиным был создан Social Space Fund («Фонд социального пространства»), фонд инвестиций для разработки приложений для социальной сети Facebook. Бюджет фонда составляет $10 млн. Позже Клименко признал идею неудачной из-за невозможности найти подходящие проекты (как сказал управляющий фондом: «нет смысла „инвестировать неудачников“»).
В июле 2010 года был создан первый рейтинг русскоязычных страниц Facebook.
В январе 2014 года был запущен агрегатор новостей на основе данных из социальных сетей «Медиаметрикс», отображающий заметки СМИ, которые собрали больше всех переходов из социальных сетей. Изначально он создавался по заказу Сергея Кравцова из Qip.ru, но после продажи холдингом РБК Qip.ru Клименко сделал его собственным продуктом. Сервис упоминался в опубликованном Анонимным интернационалом переписке начальника управления администрации президента по внутренней политике Тимура Прокопенко, назвавшем «Медиаметрикс» нашим продуктом. После начала российско-украинской информационной войны из-за Аннексии Крыма Российской Федерацией и конфликта на Востоке Украины, решением Клименко из агрегатора были убраны все украинские СМИ, также в сервисе принципиально отсутствуют материалы от телеканала Дождь К началу августа 2014 года на сайт Mediametrics ежедневно приходило около 80 тысяч пользователей, к 8 октября 2015 года аудитория составила 300 000 пользователей.
В августе 2014 года возглавил совет директоров «AllinOne Network», развивающей проекты в области E-commerce для фармацевтического розничного рынка РФ и рынка коммерческой медицины, а также в области digital-рекламы для фармацевтического и медицинского рынков.
В конце 2015 года Роскомнадзор зарегистрировал кабельный телеканал «Медиаметрикс».
Газета «Ведомости» в январе 2016 года сообщила со ссылкой на «двух знакомых» Клименко, не указывая их имён, что он через аффилированных лиц владел торрент-трекером Torrnado.ru, распространяющим пиратский контент (в частности, предлагающим скачать фильмы, которые недавно вышли в прокат) и рекламирующимся на заглавной странице Liveinternet. Как отметил источник газеты, контроль над сайтом Герман Клименко передал собственному сыну после назначения на госдолжность. Сам предприниматель заявил в ответ, что Torrnado.ru работает согласно закону, «не имеет никакого отношения» ни к нему, ни к его сыну, однако признал, что сотрудничал с этим сайтом. Его владельцев Клименко характеризует как «своих хороших знакомых».
Общая стоимость интернет-активов Клименко ФИНАМ оценивал более чем в 1 млрд рублей.

## Взгляды
По собственным словам, является мещанином, и «если для того, чтобы в холодильнике была чёрная икра, нужно кричать „Путин велик!“, то я буду кричать».
До 2014 года Клименко активно критиковал депутатов Госдумы за принятие закона, обязывающего хранить персональные данные россиян на серверах в России и спорил с чиновниками. Его риторика изменилась после событий на Украине, когда он предложил запретить иностранные социальные сети, а потом создал Институт развития интернета.
Как отмечало издание «Meduza», ещё не став чиновником, Клименко в своих интервью уже начал отождествлять себя с властью. Попутно он выказывал лояльность Владимиру Путину и Вячеславу Володину и поддержку дальнейшему ограничению интернета в РФ. Сам Клименко считает популярность издания «Meduza» достигнутой благодаря «эффекту Стрейзанд».
После предложения со стороны Владимира Путина и назначения, Клименко успел сделать ряд заявлений о возможной изоляции рунета от остального интернета, а также критикой в адрес компании Google и сервиса Telegram (последнему угрожал блокировками из-за отказа соблюдать закон о хранении персональных данных в РФ). В марте 2018 года Клименко констатировал, что Россия технически готова к отключению от мирового интернета, но предсказал, что «процесс не будет безболезненным», поскольку многие в России хранят свои данные и пользуются хостингом за рубежом. В апреле 2018 года предложил российским пользователям рассмотреть в качестве альтернативного мессенджера сервис мгновенных сообщений ICQ компании Mail.ru.
Полагает, что нормы российского закона о персональных данных следовало бы сделать жёстче, ограничив ненужный гражданам сбор их данных участниками рынка.

## Личная жизнь
Герман Клименко был неоднократно женат,
По данным на 2017 год, состоял в браке.
От первого брака у него взрослые сын и дочь,
От другого брака — несовершеннолетние дочь Соня и сын Рома.

## Наградысообщества ЕЖЕ
- Семь раз входил в «Великолепную двадцатку Рунета» (ежегодно, с 2004 по 2010 годы).
- Знаменитость русского интернета (ЗРИ), 2000 год[источник не указан 365 дней].
- Продюсер года (дважды, в 2005 и 2006 годы).

### Интервью
- Интервью для Алексея Экслера Архивная копия от 21 октября 2013 на Wayback Machine // exler.ru, октябрь 1999
- Интервью Германа Клименко в Рунетологии Архивная копия от 3 января 2014 на Wayback Machine // 20.12.2012
- Ксения Собчак. Герман Клименко: «Яндекс», «Рамблер» и" Мэйл.ру" превратятся в щебень Архивная копия от 12 августа 2016 на Wayback Machine // snob.ru, 09.02.2016
- Денис Крючков. Герман Клименко: «Нам всего-навсего осталась одна большая история — это деанонимизация» Архивная копия от 3 июля 2017 на Wayback Machine // «Geektimes», 26.06.2017
- Наталия Бехтина.Интернет в будущем: угроза или благо Архивная копия от 6 апреля 2019 на Wayback Machine // РадиоРоссии, 06.04.2019
- О «законах Яровой», роли государства в регулировании Интернета, законе «о блогерах», блокировке Телеграм, отечественном ПО на смартфонах (Часть 1 Архивная копия от 21 июля 2020 на Wayback Machine и Часть 2 Архивная копия от 6 сентября 2020 на Wayback Machine) // «Так не договаривались» 05.05.2020